# Kaple svatého Vincenta (Vyhnánov)
Kaple svatého Vincenta je zaniklá římskokatolická kaple ve Vyhnánově, součásti obce Kohoutov. Patřila do farnosti Hořičky. 

## Historie
Kapli nechal vystavět tiskař Čeněk Mahrle (nar. 1826) na počest svého bratra Josefa a rodičů na rozhraní Vyhnánova a Běluně. Kaple byla zbourána v 70. letech 20. století. Kapli připomíná na místě kde stála její model a tabule s historií obce.

## Galerie

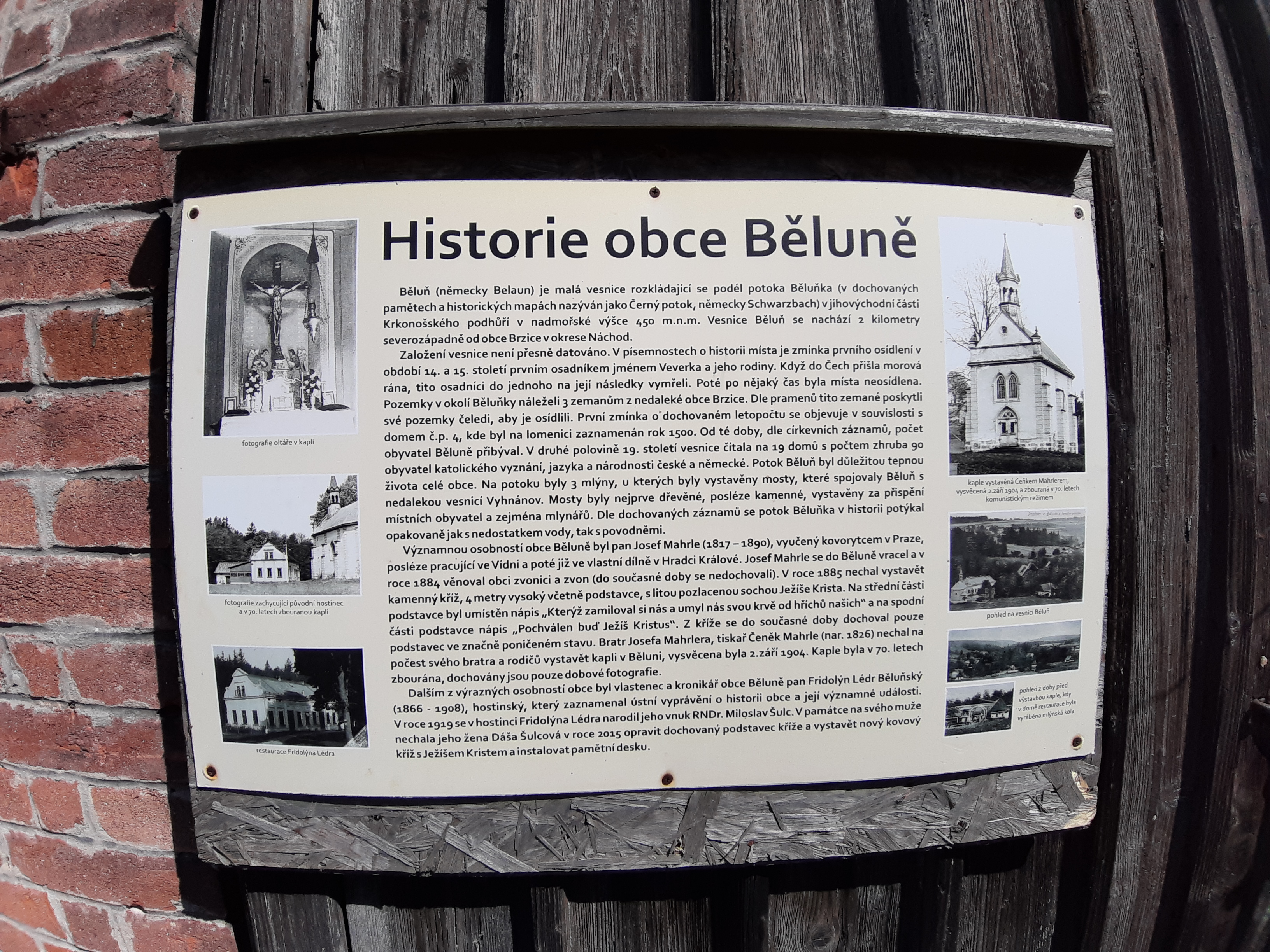
Historie Běluně